# Baltazaria albomaculata
Baltazaria albomaculata là một loài tò vò trong họ Ichneumonidae.